# Велика Тиха
Велика Ти́ха (рос. Большая Тихая) — село (колишнє селище) у складі Солонешенського району Алтайського краю, Росія. Входить до складу Карповської сільської ради.

## Населення
Населення — 134 особи (2010; 168 у 2002).
Національний склад (станом на 2002 рік):
- росіяни — 95 %